# Chiesa di San Michele (Valgoglio)
La chiesa di San Michele Arcangelo è il luogo di culto cattolico della frazione Colarete del comune di Valgoglio, in provincia di Bergamo,  appartenente alla chiesa parrocchiale di san Giacomo e Vincenzo di Gromo. La chiesa conserva affreschi del XV e XVI secolo di notevole valore artistico.

## Storia

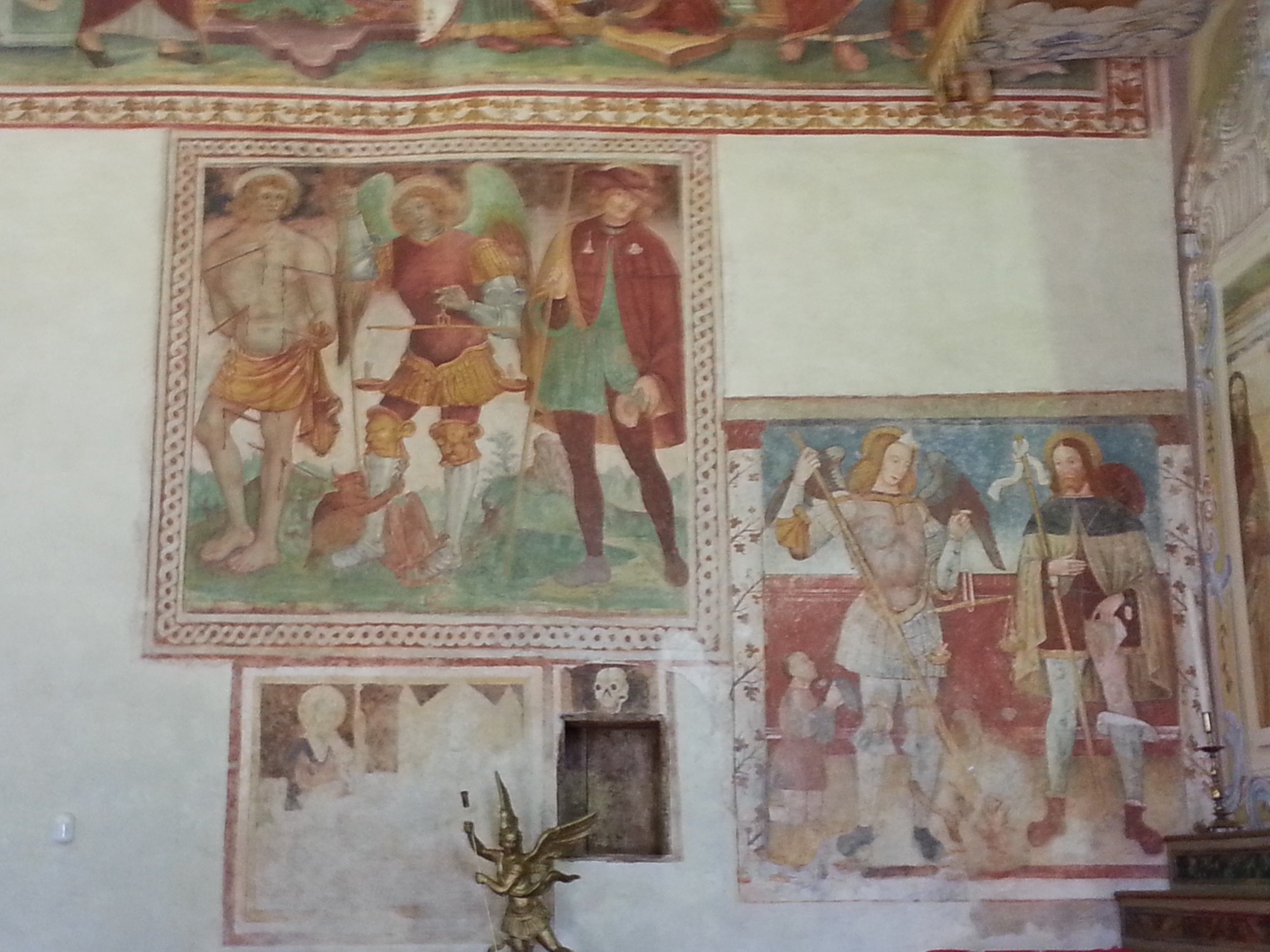
Chiesa di san Michele Arcangelo (Valgoglio)-affreschi XVI secolo

La contrada di Colarete, amministrativamente appartenente al comune di Valgoglio, viene citata già in un atto del 1179 e successivamente nel 1217. Sul territorio erano presenti un mulino e vari opifici, sia per la lavorazione del ferro con la produzione di lame da spada, sia per la fabbricazione di carta, grazie alla presenza delle acque del torrente Goglio, quale forza motrice. La contrada era anche attraversata dall'antica strada mulattiera posta a est della chiesa, che collegava la frazione di Novazza e il capoluogo di Valgoglio al fondo valle.
La chiesa, pur trovandosi sul territorio di Valgoglio, è da sempre facente parte della parrocchia dei Santi Giacomo e Vincenzo di Gromo, malgrado i diversi tentativi che si susseguirono nel tempo, per farla diventare autonoma o di aggregarla alle chiese di Santa Maria Assunta o di San Pietro e Paolo.
La chiesa fu edificata per volontà della comunità grazie a lasciti e disposizione testamentarie. Il primo testamento che esprime il desiderio di edificare un oratorio risale al 25 giugno 1470, e riporta le volontà di Salvino fu Venturino figlio di Agriolino Aquilna di Colarete. Il documento fu redatto al suo capezzale, ed esprime l'intenzione di donare un lascito per la costruzione di una chiesa nella vicinia di Colarete, con l'obbligo ai suoi eredi di versare 3 lire imperiali per remissione della sua anima. In un successivo testamento del 28 gennaio 1472, risulta un lascito per la fabbrica di san Michele di Colarete, era infatti da tempo che gli abitanti della vicinia chiedevano l'autorizzazione all'edificazione di un oratorio, si consideri che le attività degli opifici concedevano un certo benessere economico ai colaretesi. La richiesta fu accolta dal vescovo Giovanni Buccelleni (1382?-1472) vescovo di Scutari (un tempo detta Crisopoli) originario di Gromo con l'intitolazione a san Michele arcangelo.
La posa della prima pietra avvenne il 1º settembre 1472 dal Buccelleni. Il documento rogato dal notaio Robardi è conservato presso l'Archivio di Stato di Bergamo.

colarete vall(is)fulij subiect cure eclesie s(an)ctor(um) iacobi et

vincentij degromo p(e)gamen(sis) diocesis deliberassent in aliqua(ite)r

bonum (et) spiritualme retrinutionem animar(um) suar(um) suor(um)q(ue)

defunctor(um) qua(n) dam eclesiam in dicta (con)trata fundari

facere sub nomi(n)e (et) tituolo s(an)cti michaelis Cumq(ue) Ip(s)i

homi(n)es A R(everendissi)mo in (Cristo) patre (et) d(omi)no d(omi)no Iohan(n)e buceleno

dei (et) ap(osto)lice sedis gratyia ep(iscop)o crisopolitano cum debita

reverentia req(u)sivissent quat(e) nus dignerent(ur) (et) vollet eisdem

homi(n)it(us) (et) vicinis (con)cedere licentiam Auctoritatem (et) pot(es)tatem

hedificandi (et) hedeficati fatien(do)vicinor(um)...»
(Notaio Guglielmo fu Robardi-Archivio di Stato di Bergamo)
La costruzione della chiesa e la sua decorazione richiesero nel tempo l'aiuto economico da parte degli abitanti della contrada, che intervennero con lasciti non sempre corrispondenti in denaro, a volte in materiale necessario alla costruzione, altre volte mettendosi a disposizione con ore di lavoro. La chiesa venne affrescata in più fasi.

Il primo intervento di restauro risale al 1775. La datazione è scritta sul cartiglio posto sopra la porta principale, sulla controfacciata. Furono allora coperti gli affreschi con una decorazione barocca, furono chiuse due finestre e aperte altre più ad est, fu dipinto il trigramma IHS sulla volta della torre campanaria e probabilmente le due meridiane. Un successivo restauro è precedente il 1883, di cui rimane però scarsa documentazione, se non gli atti della visita pastorale che testimoniano il buono stato di conservazione in cui la chiesa si presentava dopo i lavori.
Nel XX secolo, ad opera del parroco don Virgilio Fenaroli, venne attuato il restauro che riportò alla luce gli affreschi cinquecenteschi. Grazie alla visita pastorale del 1996 di don Roberto Amadei, fu possibile ottenere un contributo economico che aggiunto alle numerose offerte dei paesani, ridiede l'originale aspetto alla chiesa. I lavori furono curati dall'impresa Orlando Maurizio seguita dagli architetti Deleidi Fabio, e terminarono il 10 settembre 2007.
Giovanni Da Lezze nel suo Descrizione di Bergamo e suo territorio del 1596, descrisse la chiesa come intitolatata ai santi Rocco e Sebastiano.

## Descrizione

### Esterno
I luoghi di culto venivano edificati seguendo precise regole, il criterio Versus Solem Orientem indicava la costruzione di una chiesa con l'abside rivolta a est. Gli edifici costruiti durante il medioevo erano preceduti da uno studio astronomico accurato, questo fino al XVIII secolo quando si perse questa simbolica accortezza iniziale. La chiesa di san Michele ha avuto un calcolo astronomico con un direzione dell'asse occidentale che corrisponde con l'ingresso dell'edificio. La data fissata del 1º settembre era, in base al calcoli astronomici, la più propizia e favorevole.

La chiesa fu costruita seguendo la linea del tramonto, furono probabilmente posizionati dei pali nel terreno, sul punto esatto dove cadeva l'ultimo raggio di sole al tramonto a nord-ovest il 29 marzo, giorno di Pasqua del 1472. Questo perché l'ultimo raggio di sole entrando nell'oculo presente sulla facciata, toccasse il punto di accesso dei gradini al presbiterio. Il medesimo effetto si ripresentava il primo di settembre, giorno della posa della prima pietra. Questo è ancora possibile appurare alle date del 7 aprile e del 6 settembre..
La parete a sud presenta una seconda apertura e tracce di aperture chiuse successivamente. Sulla parete a sud vi sono affreschi raffiguranti Cristo nell'avello con i simboli del martirio, e una santa di difficile identificazione, risalenti forse alla prima decorazione della chiesa.

Di epoca successiva sono la costruzione del campanile posto sull'angolo sud-est della chiesa, di forma rettangolare con ingresso sul presbiterio dal lato dell'epistola risalente al XVI secolo. La sacrestia risulta elencata nell'inventario della visita pastorale di san Carlo Borromeo del 1575, e dovrebbe essere o contestuale al campanile o di poco successiva.

#### Meridiane
Sulle facciate esterne della chiesa sono disegnate due meridiane. Una sulla facciata rivolta a ovest, e una sulla facciata a sud.
Entrambe risalgono al XVIII secolo, ma rimane anonimo l'esecutore e chi abbia eseguito i calcoli. Entrambe indicano le ore italiche come era diffuso nel XVII secolo. Le due meridiane non hanno tracciata l'iperbole di declinazione, e la linea del mezzogiorno è indicata solo sulla facciata a sud indicata con la lettera M.. I due tracciati indicano con una minima discrepanza un ottimo calcolo, tanto da essere sicuramente considerati utili per molti secolo come indicatori del tempo. Un quadrante d'orologio è presente sulla torre campanaria probabilmente realizzato nel 1775. Il dipinto ha però cancellato un affresco precedente che è visibile solo l'angolo superiore.

### Interno

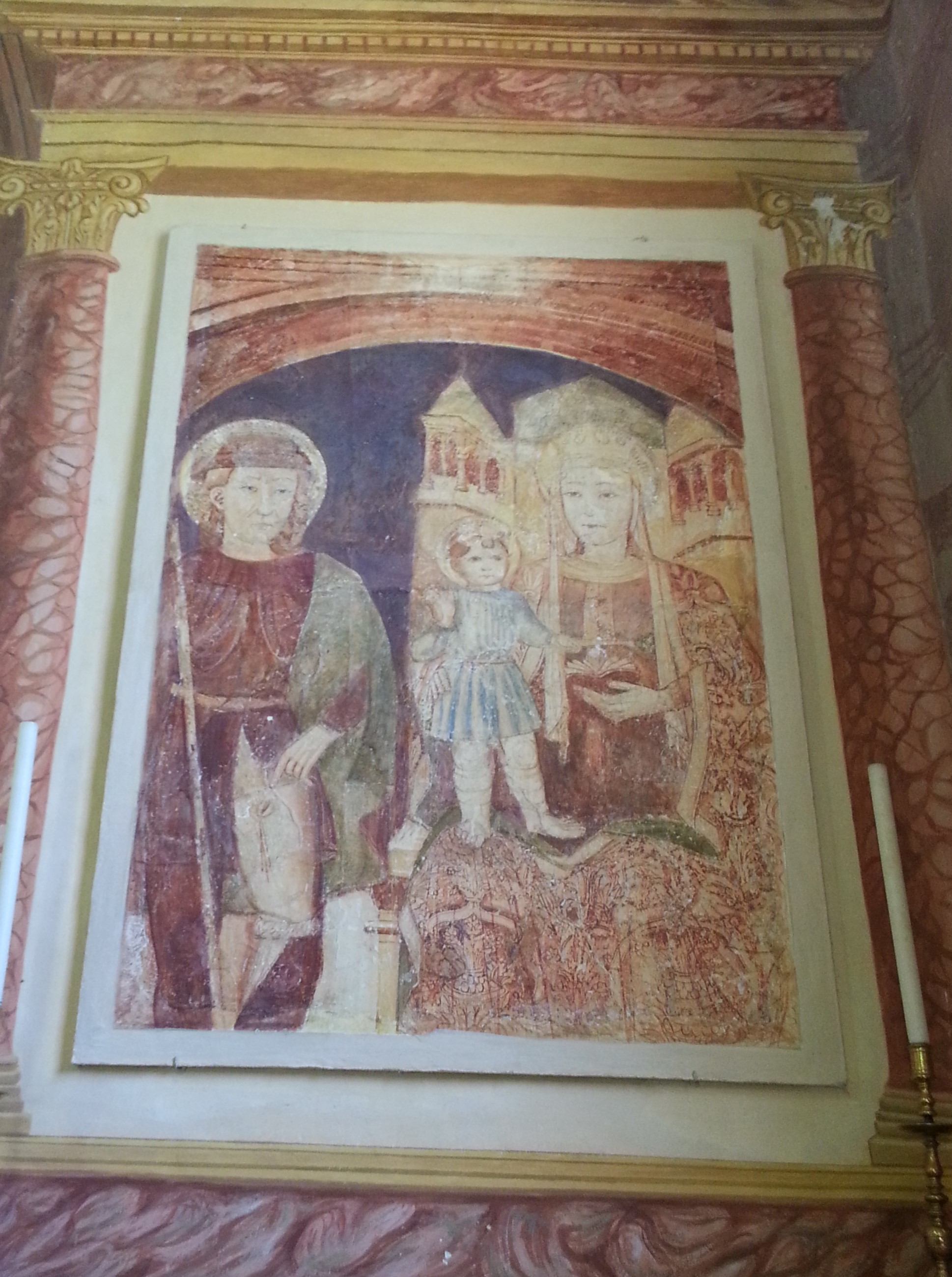
Chiesa di San Michele Arcangelo (Valgoglio)-Vergine con san Rocco

L'interno si presenta ad un'unica navata divisa in due campate da un arco a sesto acuto, con il presbiterio rientrante di forma quadrangolare con volta a crociera a cui si accede da due gradini. Lateralmente, tra l'arco trionfale e le pareti laterali, vi sono due altari, dedicati quello sul lato del Vangelo, a san Gerolamo, l'affresco dell'altare probabilmente facente parte dei primi decori, e quello posto sul lato dell'Epistola a san Rocco con l'affresco risalente agli anni '80 del XV secolo di autori ignoti. Il tetto a capanna a cassonetti composto da travoni di legno sostenuti dall'arcone, con decorazioni floreali.
Sulla parete a nord della seconda campata, c'è l'affresco raffigurante santi e Madonne che riempie tutta la parte superiore. L'affresco è datato 25 ottobre 1522. Malgrado la bellezza dell'opera rimane sconosciuto l'autore. Risalente a qualche anno successivo è l'affresco posto a livello inferiore raffigurante i santi Sebastiano e Rocco tra san Michele arcangelo. Questo copre un ulteriore affresco probabilmente degli anni '20 del XVI secolo, raffigurante san Rocco, san Michele arcangelo con la bilancia e a fianco l'offerente.
Un cartiglio, non più leggibile, datava 1536 l'affresco raffigurante la Pietà tra i santi Michele e Antonio abate. Questo originariamente era posto come pala dell'altare maggiore, venne poi nascosto con la collocazione della tela di Grazio Cossali. Nella seconda metà del XX secolo, l'affresco, fu recuperato con la tecnica dello strappo e posto sulla parete nord nella prima campata.
Sulla parete a sud del presbiterio si trova il tabernacoletto delle sante reliquie opera considerata di Bartolomeo Manni negli ultimi anni del XVII secolo. Superiore il dipinto raffigurante san Carlo Borromeo adorante la croce con le reliquie del santo Chiodo, di autore ignoto.
Tra le opere d'arte presenti nella chiesa di particolare risultano di particolare pregio:

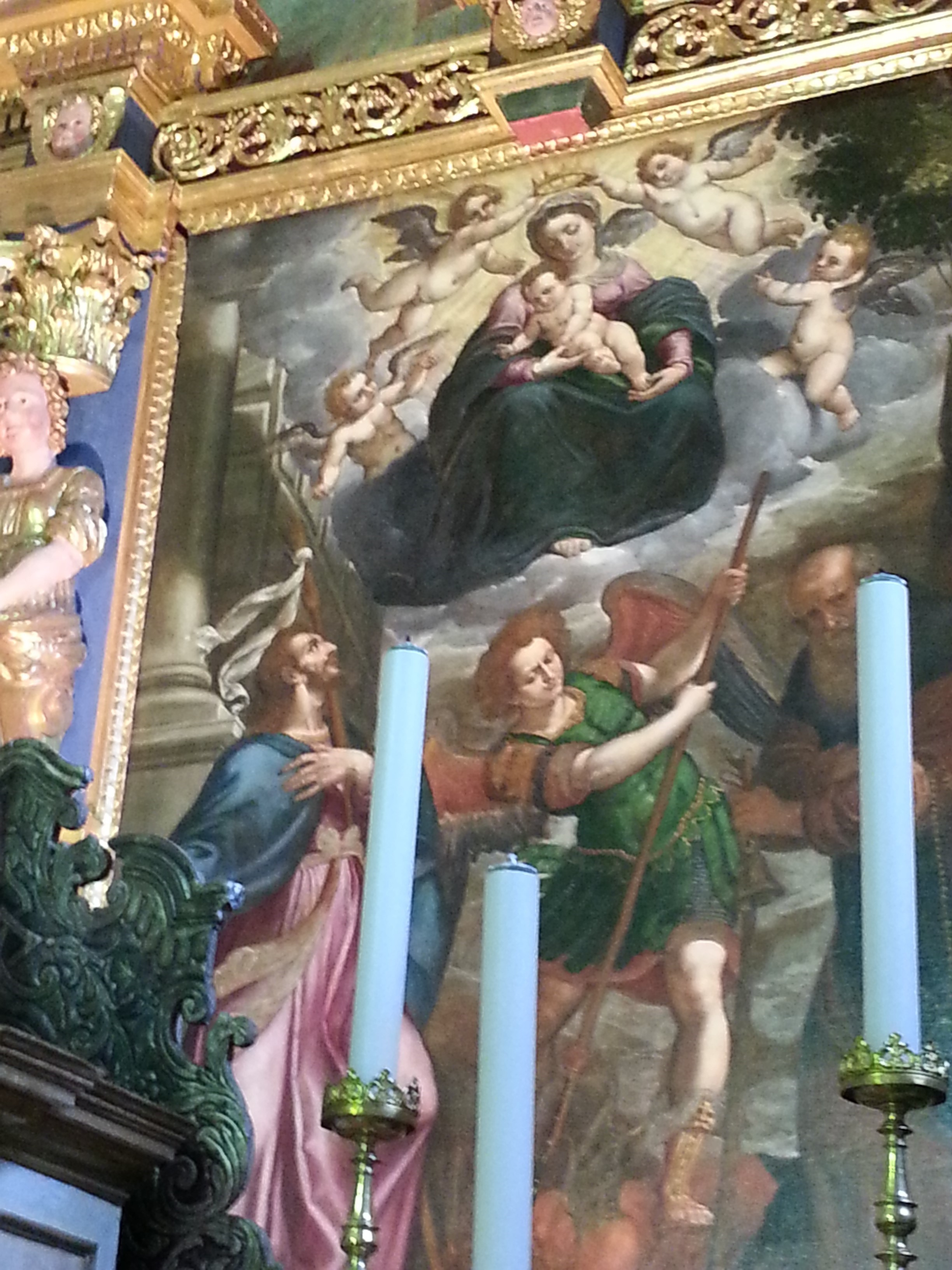
Chiesa di San Michele Arcangelo (Valgoglio)-Grazio Cossali

#### Pala d'altare
La pala d'altare, Madonna col Bambino e i santi Giacomo, Michele arcangelo e Antonio abate, datata sull'angolo sinistro della tela 1627, è sicuramente attribuibile a Grazio Cossali di Orzinuovi. L'artista risulta già presente sul territorio, avendo realizzato la tela dell'Annunciazione datata 1600 per la chiesa di Valgoglio. La presenza continua di un artista bresciano conferma i rapporti di scambio che c'erano per la vendita e la realizzazione delle spade tra i due territori. La tela raffigura la Madonna in trono con Bambino circondata e incoronata da quattro angeli. Ai suoi piedi i san Giacomo il Maggiore, a cui è intitolata la parrocchia di Gromo, al centro san Michele arcangelo, e a destra sant'Antonio abate. L'opera è da collocarsi in quel rinnovamento che fu attuato nell'arte sacra dopo il Concilio di Trento. Il dipinto è collocato in una ancona lignea di poco successiva al dipinto, opera di anonimo ma artisticamente configurabile della seconda metà del XVII secolo. Due cariatidi sorreggono il timpano ad arco spezzato, nella cui parte centrale vi è la piccola statua rappresentante Dio Padre benedicente.
La pala sostituiva l'affresco della Pietà con i santi Michele arcangelo e sant'Antonio datato 1536, successivamente strappato e posizionato nella prima campata della parete a nord

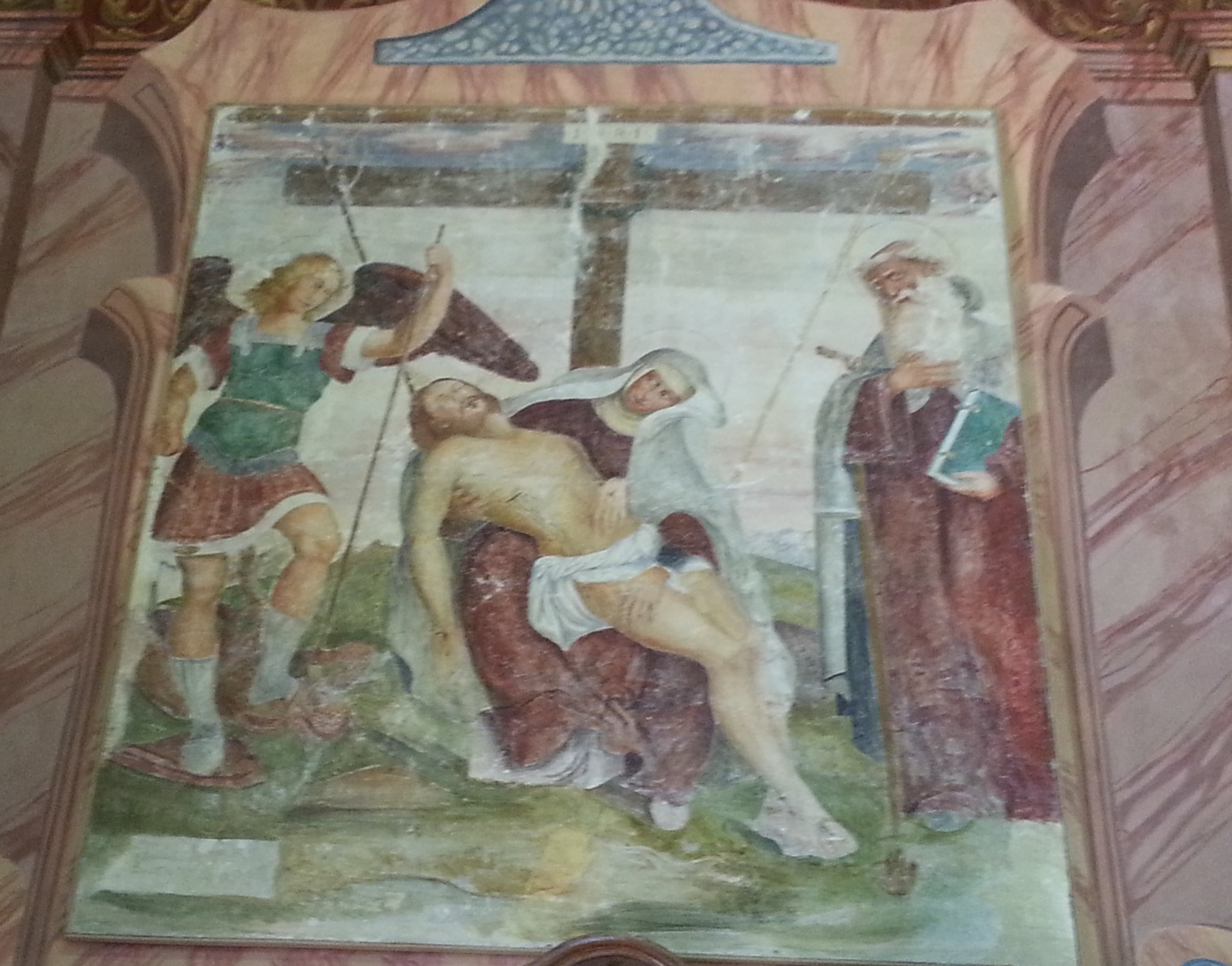
Chiesa di san Michele Arcangelo (Valgoglio)-Pietà

#### Tabernacolo
Il tabernacolo (o ciborio) dell'altare maggiore è di realizzazione fantoniana, se ne conserva infatti il progetto originale presso il museo Fantoni a Rovetta, registrato al numero d'archivio AI900, presso la Fondazione Fantoni. Nelle registrazioni della bottega, è indicata la progettazione e realizzazione di una custodia per la protezione e conservazione del Santissimo Sacramento.
Il disegno progettuale riporta nella parte inferiore la cifra di preventivo stimato in singuantadue sensa essere inorata sioè in lienio naturale (cinquantadue senza la doratura), firmato Tadeo Dedei di Colarete Sindaco per san Michele. Il tabernacolo venne quindi realizzato da Francesco Donato Fantoni e dal figlio Luigi nel 1771. I pagamenti che ne seguirono furono cinque per un totale di 75 lire pagate successivamente alla morte dello scultore.
Il tabernacolo si presenta con una parte frontale a timpano terminante da una importante cornice. La parte superiore termina con una conchiglia mentre ai lati sono posti due piccoli angeli. Due lesene laterali terminanti con la testa di due putti, fanno da cornice alla porticina centrale che ha una specchiatura profilata da un listello che termina con un tondino..

#### Gli affreschi del 25 ottobre 1522
Gli affreschi che scorrono nella parte superiore della seconda navata sul lato nord della chiesa sono di particolare interesse artistico. Pur non conoscendone l'autore, la datazione è scritta sulla base del tronetto della Madonna del Latte adi 25 otobrio 1522.
La pittura è un susseguirsi di personaggi posti in un ambiente decorato, in una cornice floreale bicroma. A sinistra sant'Antonio abate riconoscibile dal bastone, dal campanello e dal fuoco, segue una Pietà con il Cristo che è locato nel sepolcro, san Giuseppe con bastone, le braccia incrociate e l'atteggiamento adorante, a seguire la Madonna in adorazione del bambino dormiente. Santa Apollonia con le braccia incrociate e regge una tenaglia con un dente, la Madonna del latte in un trono con capocielo, il Bambino indossa una collana e un braccialetto di corallo dal significato propiziatori, ma anche profetico, i grani del corallo ai grani del rosario. Seguono san Giacomo il Maggiore con bastone e libro, e san Biagio riconoscibile dal rastrello mentre nella sinistra regge il pastorale.

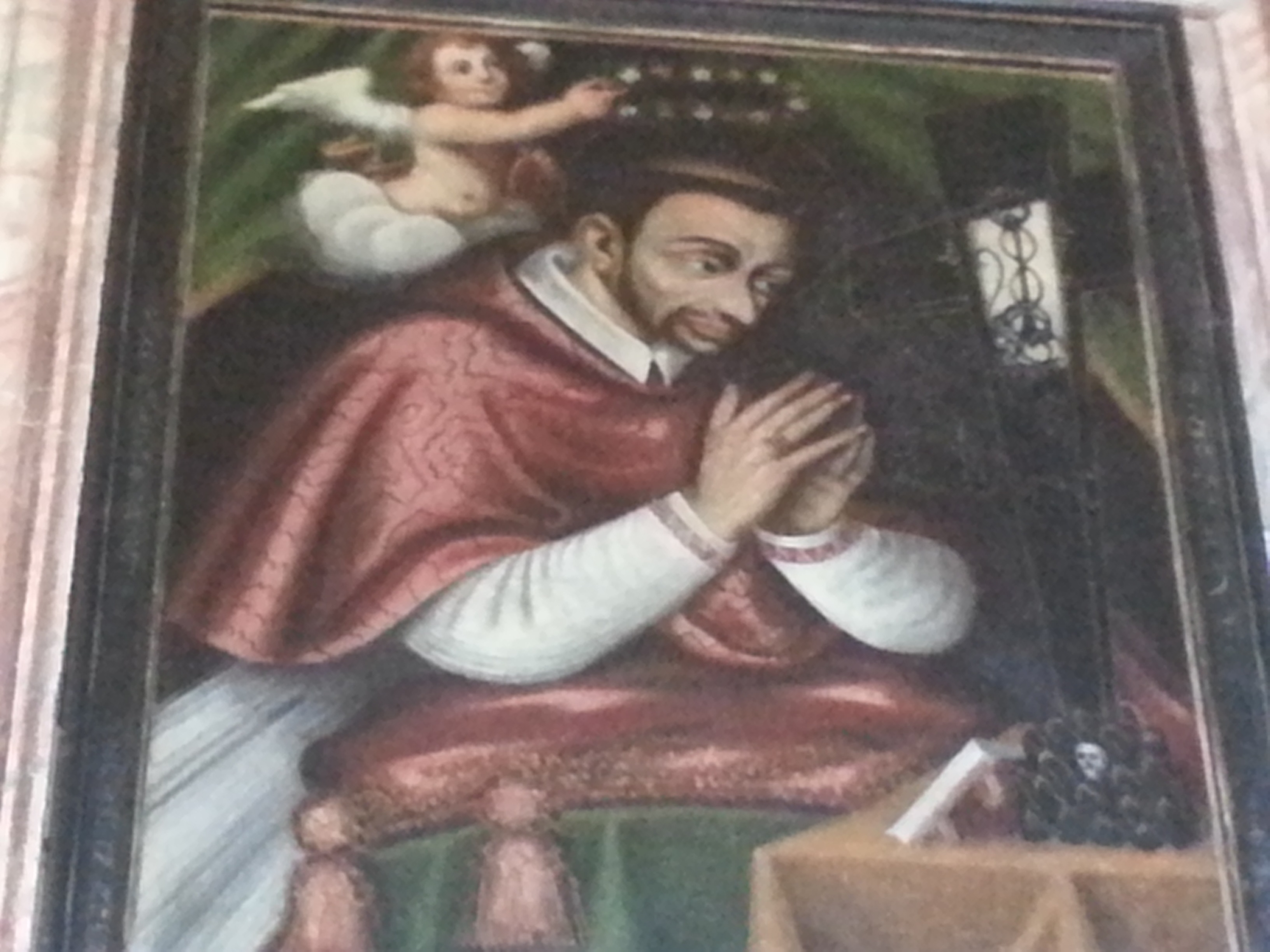
San Carlo Borromeo - Colarete

#### Dipinti di Antonio Brighenti
Nei lavori di restauro del XIX secolo vennero coperti i due affreschi presenti sui due altari laterali. Sull'altare dedicato a san Rocco fu posizionato il dipinto di Antonio Brighenti intitolato Angelo custode, raffigurante la santissima Trinità nella figura di Dio Padre, del Figlio Gesù che regge la croce, con la colomba dello Spirito santo posti su una nuvola rosa, mentre l'angelo custode accompagna un infante e gli indica la sola via della salvezza, quella per raggiungere il paradiso, mentre il diavolo tentatore è posto in basso a destra del dipinto. L'opera è firmata e datata 1864. Il medesimo anno l'artista aveva realizzato l'affresco esterno raffigurante san Michele che con la sinistra regge la catena cui è legato il diavolo, mentre con la destra lo colpisce con la lancia.

#### Madonna del rosario
La tela raffigurante la Madonna del rosario con i santi Rita e Domenico di Guzman è un lavoro di Saverio Dalla Rosa probabilmente nel 1775. La Madonna col Bambino è circondata da alcuni putti, porge il rosario a san Domenico mentre santa Rita, genuflessa, è in contemplazione. La tela era stata originariamente collocata sull'altare a destra, quello dell'epistola, coprendo l'affresco di san Rocco. Allo strappo e ricollocazione del precedente affresco la tela è stata posizionata sulla controfacciata sul lato a nord..